# رحمت‌آباد (چشمه زیارت، پنج)
رحمت‌آباد یا قنات شاه محمد شاهوزایی روستایی در دهستان چشمه زیارت بخش مرکزی شهرستان زاهدان استان سیستان و بلوچستان ایران است.

## جمعیت
بر پایه سرشماری عمومی نفوس و مسکن در سال ۱۳۹۵ جمعیت این روستا ۸۴ نفر (۱۸خانوار) بوده‌است.